# Trčka von Lípa

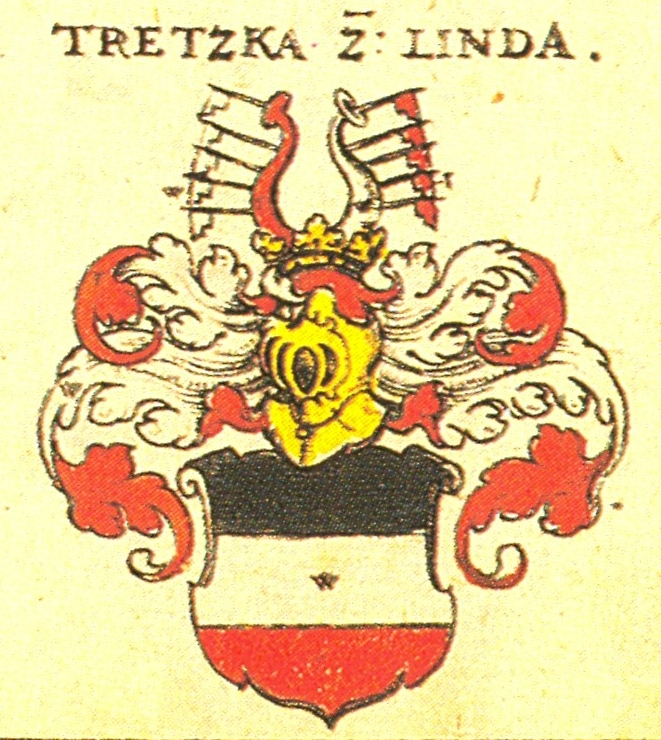
Wappen der Trčka von Lípa

Die Trčka von Lípa (deutsch: Trtschka von Leipa, auch: Terzka von Leipa, Tersky von der Lippe; Trczka von Leipa; tschechisch Trčkové z Lípy) waren ein böhmisches Ur-Adelsgeschlecht gleichen Stammes und Wappens mit den Vladiken Salawa von Lipa (Salavové z Lípy), die mit Mathäus dictus Salawa de Lipa, Herr der Burg Skály in Ostböhmen zuerst in den Urkunden erscheint.

## Geschichte
Die ununterbrochene Stammfolge beginnt mit Nikolaus Trčka von Lípa (Mikuláš Trčka z Lípy; † 1453), einem einflussreichen Hussitenführer. Von seinen zwei Söhnen Burian I. (Burian Trčka z Lípy; † 1468) und Nikolaus II. (Mikuláš II. Trčka z Lípy) stammen zwei Familienzweige ab. Seit den Hussitenkriegen zählten sie zu den vornehmsten Adelsfamilien Böhmens. Ende des 16. und bis Anfang des 17. Jahrhunderts waren umfangreiche Grundherrschaften in Ost- und Mittelböhmen in ihrem Besitz.
Böhmischer Herrenstand erfolgte 1567 für Jaroslav Trčka von Lípa. 1593 für die Brüder Maximilian, Burian und Nikolaus Trčka von Lípa Erhebung in den Reichsgrafenstand mit besonderen Privilegien und dem Großen Palatinat (primog.) Wien 9. Juni 1630. Die böhmische Grafenstandsbestätigung erfolgte Regensburg 22. Juni 1630 mit Diplom 6. Juli 1630 für Johann Rudolph Trczka Freiherr von der Lippe.

## Wappen
Zweimal geteilt schwarz-silbern-rot. Auf dem gekrönten Helm mit rechts schwarz-silbernen, links rot-silbernen Decken zwei Büffelhörner, rechts rot, links silbern. Ein jedes außen mit sechs abwechselnd silbernen und roten übereinandergereihten Fähnchen.

## Persönlichkeiten

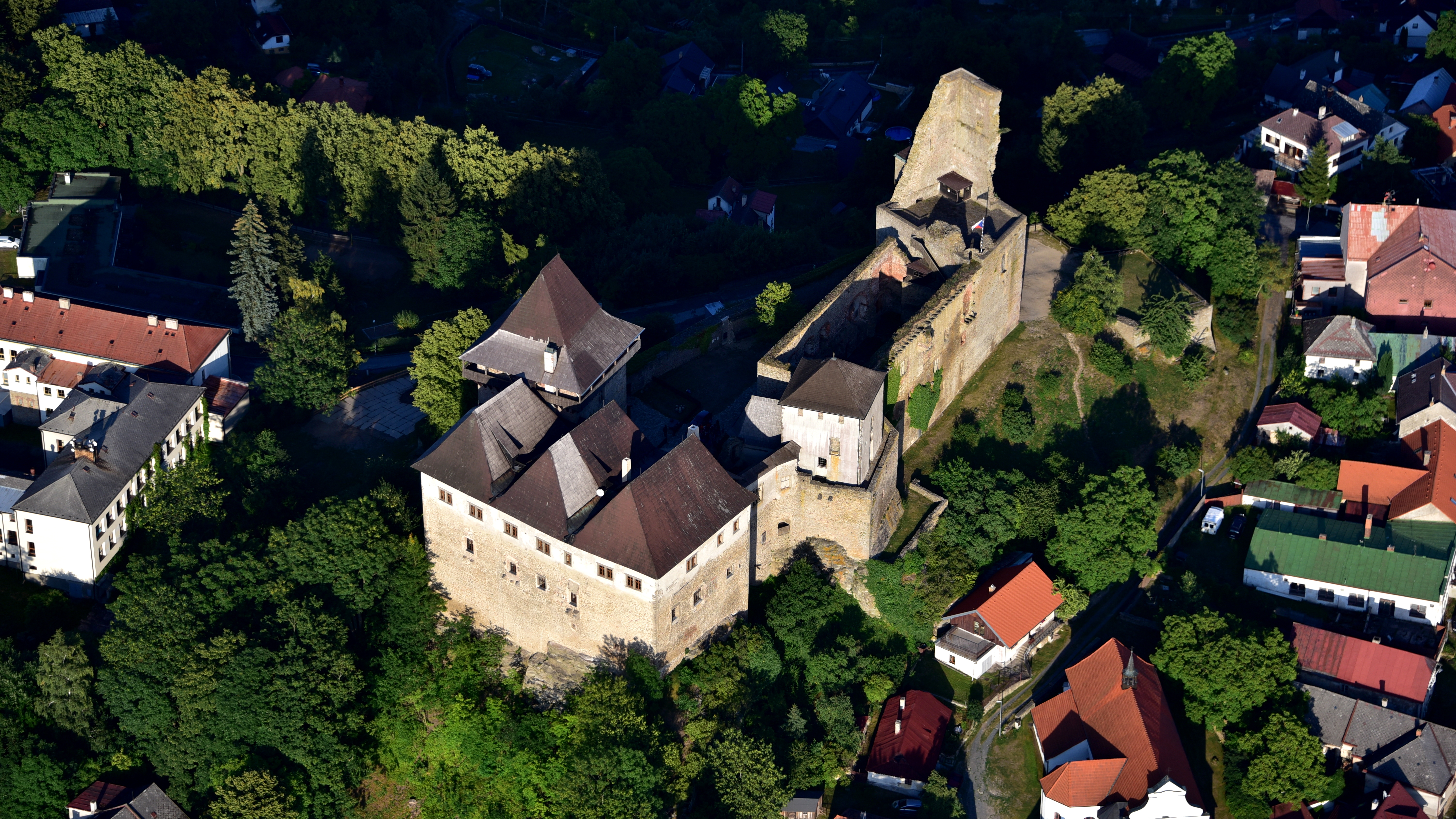
Burg Lipnitz

- Nikolaus I. Trčka von Lípa (Mikuláš; † 1453), Herr der Burg Hummel im Glatzer Land war an wichtigen landespolitischen Angelegenheiten beteiligt. 1436 erwarb er die Herrschaft Lipnitz mit der Burg Lipnitz, dem späteren Hauptsitz seiner Familie. 1440 wurde er zum Vertreter der vier ostböhmischen Kreise bei der Königswahl bestimmt. Bei der Wahl Georg von Podiebrads 1452 zum Landesverweser wurde Nikolaus zu dessen Mitregenten bestimmt. Er erwarb, vor allem im Böhmischen Hochland, die Güter Wlaschim mit Schloss Vlašim (später Sitz der jüngeren Linie), Trhový Štěpánov, Dolní Kralovice, Křivsoudov, Načeradec, Světlá nad Sázavou, Deutschbrod, Pilgrams, Louňovice und Herálec in Böhmen und Merzenstein in Niederösterreich. Dessen Sohn:
  - Burian I. Trčka von Lípa († 1468), auf Lipnicz und Burg Lichnice (Lichtenburg), Utraquistenführer, nahm 1426 an der Schlacht bei Aussig teil und war mit Dorothea von Holohlaw verehelicht. Das Ehepaar hatte die zwei Söhne: Nikolaus II. und Burian II., auf Burg Žampach und Humpoletz, Landesunterkämmerer in Böhmen, am 29./30. Mai 1522 in Prag verstorben, in Lipnicz zu Grabe gelegt; verehelicht mit Katharina, Tochter des Haymann von Lichtenburg auf Miletín und dessen Ehefrau Katharina Freiin von Kloditz.

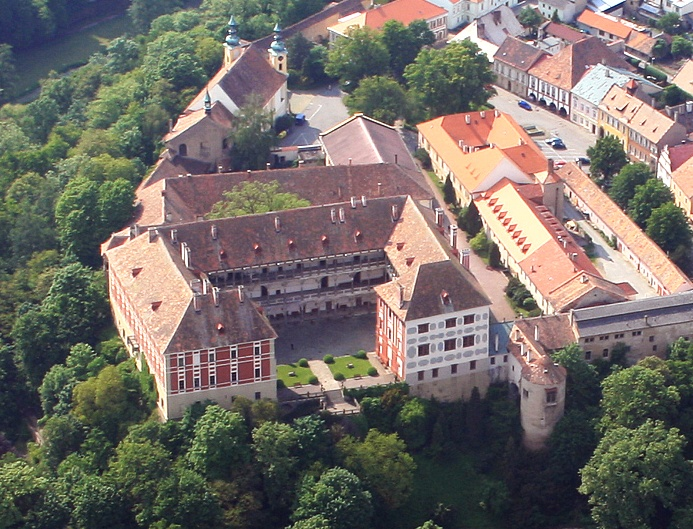
Schloss Opočno

    - Schloss OpočnoNikolaus II. Trčka von Lípa († 3. April 1516), Sohn des Burian I. erwarb weitere umfangreiche Herrschaften, u. a. Opočno (wo 1560–1569 Wilhelm Trčka anstelle der Burg ein dreiflügeliges Renaissanceschloss, das Schloss Opočno errichtete), Hermannstädtel, Ritschan, Lichtenburg, Světlá nad Sázavou, Habry, Chotěboř, Hohenbruck, Smiřice und Polná sowie die ehemaligen Besitzungen des Klosters Seelau. Er war Pfandherr des Herzogtum Troppau und Landeshauptmann von Böhmen; verehelicht mit Katharina Freiin von Schellenberg (z Šelmberka) und Kost (* 9. Oktober 1485, † 1507 eingemauert wegen Untreue). Ihre Tochter Elisabeth ehelichte Burkhard Freiherr von Kolowrat-Nowohradsky.
      - Nikolaus III. Trčka von Lípa und auf Lichtenburg, Opočno und Dobruška, Landeshauptmann von Böhmen, trat 1509 das Erbe seines Vaters Nikolaus II. an. Dem Städtchen Dobruška (Gutenfeld) in Ostböhmen verlieh er die Stadtrechte und die Befugnis jährlich einen Jahrmarkt abzuhalten. 1511 erhielt er die Herrschaften Tetschen, Kamnitz und Bensen, die er kurz vor seinem Tode am 3. April 1516 an die Brüder von Saalhausen weiterverkaufte.
        - Burian III. auf Kumburg, Swietla und Reichenau an der Knieschna, sein Sohn und Erbe, Landesunterkämmerer im Königreich Böhmen, † 15. Mai 1591, verehelicht gewesen in 1. Ehe mit Katharina Gräfin von Guttenstein-Vrtba (Adelsgeschlecht), Tochter des Wolf Graf von Vrtba und der Anna Raupowsky von Ruppau; in 2. Ehe mit Marianne Wanczura von Rzehnicz, Tochter des Siegmund Ritter Wanczura von Rzenicz und der Marianna Kaplirz de Sulewicz. Aus den beiden Ehen stammen sechs Kinder. Aus der 1. Ehe: 1) Johann Rudolph Graf (RGf 1629, Böhmischer Graf 1630) Trčka von Lípa und 2) Margaretha, † 1644; aus der 2. Ehe 3) Maximilian Freiherr von Trčka von Lípa (d.d.1593); 4) Burian IV. Frhr. Trčka von Lípa (d.d. 1593), auf Smiřice, † nach 1594; 5) Nikolaus Frhr. Trcka von Lipa (d.d. 1593), unverehelicht verstorben vor 1597 und 6) Veronika, vor 1617 verstorben.
          - Jan Rudolf Trčka von Lípa (1557–1634), Begründer des gräflichen Hauses, Hofpfalzgraf, kaiserlicher Rat und Statthalter des Königreichs Böhmen. Er wurde durch den Erwerb von beschlagnahmten Gütern protestantischer Emigranten zu einem der größten Grundbesitzer Böhmens. Nach seinem Tod wurde aller Besitz aufgrund eines Hochverratsprozesses konfisziert. Dessen ältester Sohn:
            - Adam Erdmann Trčka von Lípa (~1599, verstorben am 25. Februar 1634 in Eger), kaiserlicher Kämmerer und Generaloberst, war Parteigänger seines Schwagers, des kaiserlichen Generalissimus Wallenstein, versuchte ihn auf die schwedisch-protestantische Seite zu ziehen und wurde mit ihm zusammen in kaiserlichem Auftrag getötet.

## Familienzweig von Vlašim

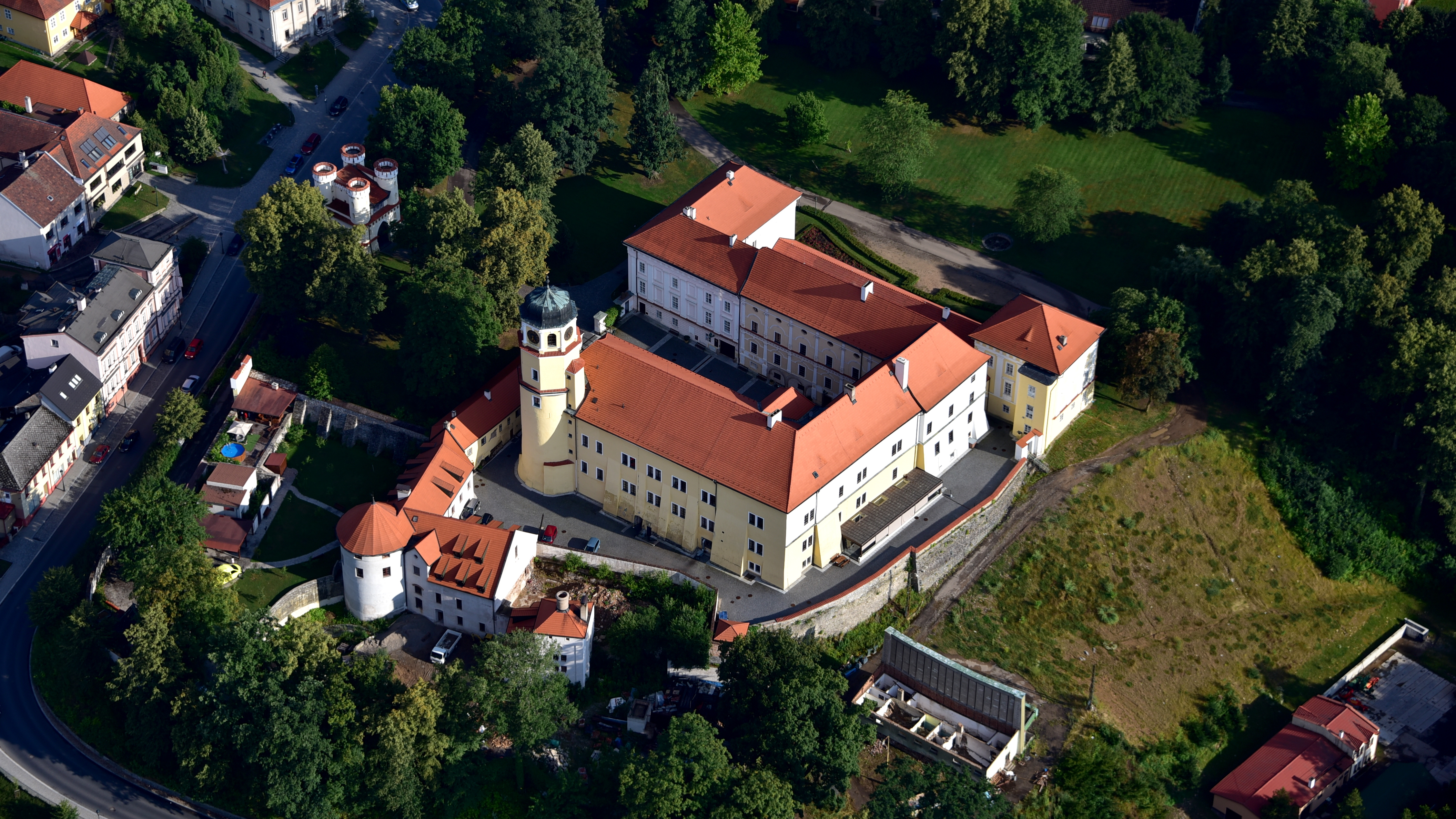
Schloss Vlašim

- Nikolaus der Ältere, Bruder des Nikolaus II. (d. J.), siedelte auf Vlašim, dieser Familienzweig bestand bis 1569.
- Wilhelm / Vilém (1532–1569), Sohn des Nikolaus Trčka von Lípa und der Johanna von Schellenberg (Johana ze Šelmberka); Hauptmann des Königgrätzer Kreises; heiratete 1555 Barbara († 1585), Tochter des Hieronymus von Bieberstein (Jeroným z Biberštejna) und der Anna Popel von Lobkowitz; wurde 1562 in den Adelsstand erhoben.

## Familienzweig Salavá von Lípa
- Stammvater dieses Familienzweigs war Matěj (Mathias) Salava, dem seit 1393 die ostböhmische Burg Skály gehörte, von dem sie sein gleichnamiger Sohn erbte. Er war ein Anhänger des Taboriten Jan Kolda von Žampach. Zusammen mit diesem und weiteren Verbündeten nahm er 1433 an Koldas Zug gegen Choceň teil, der mit der Erschlagung von 70 Choceňern endete. Von seiner Burg Skály aus unternahm Matěj Salava Beutezüge nach Schlesien, weshalb die Burg von diesen 1447 aufgekauft und nachfolgend zerstört wurde. Dieser Zweig soll bis 1741 bestanden haben. Weitere Besitzungen waren Borowan in Mähren, Perssteynecz, Bahno, Mallesow und Strzezeticz.